# Artur Heye
Artur Heye (Lipcse, 1885. november 4. – Ascona, 1947. november 1.) német világutazó, író. 

## Élete és munkássága
Apja skót diák, anyja német szolgálólány volt. Apja elhagyta terhes barátnőjét és Dél-Afrikába utazott, ahol gyémántcsiszolóként próbált szerencsét, de hamarosan a búrok és a zuluk közötti összecsapás áldozata lett. Amikor Artur Heye négy éves lett, anyja férjhez ment, azonban a férfi rendszeresen bántalmazta krónikus beteg feleségét és mostohafiát. A családi erőszak súlyos nyomokat hagyott a gyermek lelkében, a későbbi író számos művében tett erre utalást. 
Artur Heye 1899-ben, 14 éves korában elhagyta otthonát és kalandokat keresve Antwerpenbe jutott, hogy hajón vállaljon munkát. Hamar rá kellett döbbennie az ifjúkori álmai és a valóság közötti nagy különbségekre; egyszer hajótörés részese is volt Nyugat-Afrika partjainál. Tovább folytatta azonban a matrózéletet és Afrika, India, a Földközi-tenger, Délkelet-Ázsia számos táján megfordult. 1902 októberében végül az egyesült államokbeli Hobokenben partra szállt és a következő öt évben a kontinens nagy részét bejárta, miközben alkalmi munkákból tartotta fenn magát. 1909-ben egy személyhajó fűtőjeként tért vissza Németországba, ahol kiadót talált első könyve számára, majd újra vándorútra kelt. Olaszországon át Egyiptomba utazott, ahol három évet töltött el. 1912-ben néhány hónapra meglátogatta édesanyját, majd újra elindult Svájcon, Olaszországon, Szicílián át Marokkóba, ahonnan karavánokhoz csatlakozva Algérián, Tunézián,Egyiptomon, Szudánon, Jemenen, Szomálián át Kenyába érkezett, ami akkor, 1913-ban brit gyarmat volt. 
Utazásai során főleg a hazai sajtónak küldött úti beszámolókból, állatfotózásból tartotta fenn magát. Ezután Kongón, Ugandán keresztül az akkori Német Kelet-Afrikába vezetett az útja, ahol az első világháborúban a császári német csapatok altisztje lett. Megsebesült és brit fogságba esett 1917 áprilisában. 
Az indiai Ahmednagarba került hadifogolyként, ahonnan 1920-ban maláriától gyötörten tért haza Németországba, ahol aztán írásaiból, előadásokból tartotta fenn magát. 1921-ben újra útnak indult, 1922-23-ban hét hónapot töltött Egyiptomban. 1925-ben Kelet-Afrikában részt vett egy film forgatásában, ami aztán évekig futott a német mozikban. 1926-ban súlyos epebántalmakkal küzdve tért vissza Németországba, ahol 1928-ban feleségül vette fiatal titkárnőjét. 1929 és 1930 között feleségével együtt Brazíliába utazott, majd 1932-33-ban Alaszkában töltöttek hosszabb időt a vadonban. 
Európába történő visszatérésük után a svájci Asconában telepedtek le. Itt érte a halál 1947. november 1-jén. 
Szenvedélyes utazó volt, örömmel vállalta a kockázatokat és nagy érdeklődést mutatott a számára idegen kultúrák és életmódok iránt. Ez a hozzáállása hozzásegítette ahhoz, hogy segítőtársakra találjon szerte a világban. Ennek ellenére gyakran került életveszélyes helyzetekbe, számos egészségügyi, pénzügyi krízist élt át. Számos könyvet írt, leginkább saját élményeiről; ezek még életében nagy sikert arattak és több nyelvre lefordították őket.

## Főbb művei
- Pech! Afrikanische Zufälle
- Unter afrikanischem Großwild
- Vitani. Kriegs- und Jagderlebnisse in Ostafrika 1914-1916
- Steppe im Sturm. Erlebnisse im Buschkrieg
- Allahs Garten: Erlebnisse im Morgenland
- Ewige Wanderschaft: Von Indien über Ostafrika nach Brasilien
- In Freiheit dressiert: Jugendjahre eines Abenteurers
- Hinein nach Afrika: Erlebnisse in Nubien und Somaliland

### Néhány műve első kiadásuk időrendjében
- 1921 Hatako. Das Leben eines Kannibalen
- 1925 Unterwegs. Die Lebensfahrt eines romantischen Strolches
- 1926 Allah hu akbar. Unterwegs im Morgenlande
- 1929 Filmjagd auf Kolibris und Faultiere. Nach brasilianischen Tagebuchblättern eines Kurbelmannes
- 1931 Vitani. Kriegs- und Jagderlebnisse in Ostafrika 1914-1916
- 1939 Im letzten Westen. Mit Trappern, Fischern, Goldsuchern in Alaska
- 1941 Die Wildnis ruft. Erlebnisse in Ostafrika

### Online hozzáférhető művei a Gutenberg projektben, német eredeti nyelven
- Allah hu akbar. Unterwegs im Morgenlande (Reisebericht)
- Amazonasfahrt (Reisebericht)
- Die Wildnis ruft. Erlebnisse in Ostafrika
- Hatako, der Kannibale. Erster Teil (Roman)
- Hatako, der Kannibale. Zweiter Teil
- Meine Brüder im stillen Busch in Luft und Wasser (Tiergeschichten und -photos)
- Wanderer ohne Ziel. Von abenteuerlichem Zwei- und Vierbein

## Magyarul megjelent művei
- Nyugat peremén; ford. Vass Péter; Athenaeum, Bp., 1940 (Ismeretlen világok)
- Három világrész csavargója; ford. F. Solti Erzsébet, ill. Vincze Lajos; Gondolat, Bp., 1963 (Világjárók)
- A Nyugat peremén. Prémvadászokkal, halászokkal, aranyásókkal Alaszkában; ford. Terényi István; Gondolat, Bp., 1965 (Világjárók)